# 141e bataillon de tirailleurs sénégalais
Le 141e bataillon de tirailleurs sénégalais (141e BTS) est un bataillon des troupes coloniales françaises, créé pendant la Première Guerre mondiale et installé à Lectoure.

## Historique
Le bataillon est formé en septembre 1918 à partir du 84e bataillon de tirailleurs sénégalais, formé en Afrique et venu en août à Lectoure pour s'acclimater aux théâtre d'opération,. Le bataillon repart en avril 1919 mais laisse ses malades dans la ville.
Morts de maladie entre le 1er août 1918 et le 27 août 1919, 4 tirailleurs du 84e et 69 du 141e BTS sont enterrés au cimetière de Lectoure,. La plupart des décès sont dus à la grippe espagnole.